# X PixMap
X PixMap è un formato di file grafico creato da Arnaud Le Hors e Colas Nahaboo del Groupe Bull Researc. È lo standard de facto di X Window System.
Il formato XPM è supportato da diverse applicazioni tra cui ACDSee, GIMP, IrfanView e LibreOffice Draw.